# Sainte-Croix (Lot)
Sainte-Croix is een plaats en voormalige gemeente in het Franse departement Lot in de regio Occitanie en telt 84 inwoners (2009). De plaats maakt deel uit van het arrondissement Cahors.

## Geschiedenis
Sainte-Croix is op 1 januari 2016 gefuseerd met de gemeenten Belmontet, Lebreil, Montcuq en Valprionde tot de gemeente Montcuq-en-Quercy-Blanc. De voormalige gemeenten kregen hierbij de status van commune déléguée maar na de gemeenteraadsverkiezingen van 2020 werd besloten deze status te laten vervallen.

## Geografie
De oppervlakte van Sainte-Croix bedraagt 7,4 km², de bevolkingsdichtheid is dus 11,4 inwoners per km².
De onderstaande kaart toont de ligging van Sainte-Croix (Lot) met de belangrijkste infrastructuur en aangrenzende gemeenten.

## Demografie
Onderstaande figuur toont het verloop van het inwonertal.
Belmontet · Lebreil · Montcuq · Sainte-Croix · Valprionde